# بن عبد الله بن عبد القادر
بن عبد الله بن عبد القادر شيخ وصوفي جزائري من مواليد 1825م بلدية ماوسة ولاية معسكر وتوفي عام 1896م

## حياته

### نسبه
- بن عبد الله بن عبد القادر “المدعو بن علي” بن محمد بن الهاشمي بن علي أبو شنتوف بن سحنون بن أحمد بن محمد بن أحمد بن سيد أحمد بن علي الثعباني الغريسي الحُسيني نسبا،

## شيوخه
- الشيخ ابن البكاي ببلدة سيق،
- والشيخ مصطفى بن الطيب بآل العيد،
- الشيخ أحمد بن المداح بالمحمدية،
- الشيخ محمد الحبوشي القلعي،
- الشيخ علي بن الحاج الشقراني،
- حسن بن الشرقي بن المختار القداوي،
- الحبيب بن مصطفى الوجدي ابن عمه،
- الشيخ محمد بن الدايج.

أما شيوخه في التريبة وعلوم القوم، فهما:
- سيدي علي لقرع ببلدة غريس،
- سيدي عدة بن غلام الله بتاهرت،

## تلامذته
- سيدي عبد القادر
- سيدي محمد العربي
- الشيخ قدور بن سليمان المستغانمي
- عبد القادر بن الحاج أحمد المزوغي المعسكري

## تأسيسه للزاوية
يقول ابنه الشيخ العربي شنتوف:
| بن عبد الله بن عبد القادر | ثم اشتغل بتصفية باطنه بعدما درس ببقاع كثيرة من أرض غريس | بن عبد الله بن عبد القادر |

بعد سياحة الشيخ بن عبد الله في بلدة سِرات قرب مدينة وهران وفي عمي موسى وفي واد شلف وغريس وغيرها، أسس رحمه الله سنة 1305ه/ 1887م بحي بابا علي العتيق بمدينة معسكر، الزاوية الغريسية البوشنتوفية السحنونية الدرقاوية الشاذلية.

## مؤلفاته
- جواب على سؤال في الحضرة عبارة عن قصيدة في 73 بيت
- سلسلة الخطوط
- حادي العشاق ومثير الأشواق في الصلاة على صاحب البراق
- مشكاة الأنوار و حقيقة حقائق الأسرار وهو شرح لمقالات للامام علي رضى الله عنه
- الشطحات المتشابهات أجاب عن شطحات بعض المتصوفة كالبسطامي و الحاتمي
- فتوح أكمام الزهر في تشبيه الصوفية بأهل بدر
- ديوان الحلل الفردوسية في نظم قطب الغريسية
- سفينة السلوك في حضرة ملك الملوك
- حزب الأدعية و الأوارد
- العروة الوثقى في العقائد وهو من اخر ما ألف رحمه الله

## وفاته
توفي الشيخ ليلة الاثنين 10 ربيع الاول 1313هـ / 1896م و دفن بزاويته

## وصلات خارجية
- الزاوية الغريسية الشنتوفية أهم قلاع العلم والتصوف بمعسكر
- حولوها إلى قلعة للعلم والتصوف …هؤلاء هم مشيخة الزاوية الغريسية